# Слешер (жанр)
Слешер (англ. slash — різати) — піджанр фільмів жаху, акцентований на зображенні серійних чи масових вбивств, здійснених за допомогою холодної зброї чи електроінструменту, при цьому антигерой, як правило, реальна (фізична) особа, а не міфічна істота.
Предтечею слешерів вважається «Психо» Альфреда Гічкока. Значна частина перших стрічок жанру містили собою малобюджетні фільми зі знищення тінейджерів з певним виховним підтекстом.

## Характерні особливості жанру
Жертви — зазвичай фотогенічні підлітки або молоді дорослі, що знаходяться далеко від цивілізації або далеко від допомоги і часто вчиняють дії сексуального характеру, або вживають наркотики, а іноді — і те, й інше. Ці фільми зазвичай починаються з вбивства молодої жінки і закінчуються тим, що єдиному герою, який вижив, вдається здолати вбивцю, тільки щоб виявити, що проблема не була повністю вирішена. Дівчина, що вижила (іноді чоловік) є вихованими і утримуються від сексу та алкоголю. Хоча «Психо» Альфреда Гічкока став раннім натхненням, першим справжнім слешером стало «Чорне Різдво», а успіх «Геллоуїна», «П'ятниці, 13-го» та «Кошмару на вулиці В'язів» допоміг популяризувати та реконструювати жанр у 1980-х.
У фільмі жанру слешер убивця майже завжди використовує нетрадиційні види зброї: леза, бензопилки, колуни, тупі предмети; рідко якщо взагалі використовується пістолет. Часто у фільмі є передісторія, яка пояснює, як у вбивці розвинулася його (вбивця зазвичай, хоч і не завжди, чоловік) жорстокість і чому він зосереджується переважно на певному типі жертв чи місці. Часто вбивця здатний витримати більшість або всі спроби своїх жертв оборонятися, іноді завдяки явним або неймовірним надприродним здібностям. Так, навіть після того, як його було застрелено, заколото, забито, вбито електричним ударом, спалено або втоплено, він може продовжити переслідувати своїх жертв. Зазвичай у продовженнях убивця повстає з мертвих і характеризується як нежити, нелюдське «чисте зло», ніж як убивця-психопат. Серед усіх категорій, однак, є кілька фільмів, що показують вбивцю, що викликає жалість або щонайменше розуміння, а не тільки страх. Відомими серед таких фільмів є «Тиха ніч, смертельна ніч», «Різанина в школі», «Сокира» та інші.
У фільмі жанру слешер відсутні різноманітні зомбі, інопланетяни, монстри та інші різного роду міфічні та вигадані істоти. Слешер, на відміну від інших поджанрів фільмів жахів, за збереження вищезгаданої концепції лякає напругою, очікуванням смерті. Тому вбивці у фільмі рідко з'являються в кадрі, або з'являються під кінець фільму при розв'язці сюжету. Центральна ідея слешера характеризується наявністю вбивств, а сюжет розкривається спробами певного кола людей уникнути цих убивств — щодо них чи іншого групи людей. Як правило, цією групою людей є підлітки, а класичним визнається сюжет, дія якого розгортається і натомість школи, університету, заміської місцевості. Загалом нагнітання напруги на глядача відіграє важливу роль і закінчується фінальною сутичкою героїні фільму із вбивцею.
Найпопулярнішими маніяками в слешерах є: Джейсон Вурхіз (П'ятниця, 13-те), Фредді Крюгер (Кошмар на вулиці В'язів), Примарне обличчя (Крик), лялька Чакі (Дитячі ігри), Шкіряне обличчя (Техаська різанина бензопилкою) та Майкл Маєрс (Хелловін).

## Відомі фільми та франшизи
- Техаська різанина бензопилкою
- П'ятниця, 13-те
- Гелловін
- Жах Амітивіля
- Мій кривавий Валентин
- Кошмар на вулиці В'язів
- Крик
- Басейн[en]
- Міські легенди
- Пункт призначення
- Поворот не туди
- Хостел
- Райське озеро
- Я плюю на ваші могили